# アメリカ合衆国南極プログラム
アメリカ合衆国南極プログラム（アメリカがっしゅうこくなんきょくプログラム、USAP: United States Antarctic Program）は、南極大陸に駐留するアメリカ合衆国政府の組織である。1959年に設立され、南極大陸における全てのアメリカ合衆国の科学研究と、南極洋上の船による関連する物流を管理している。旧称はアメリカ合衆国南極観測プログラム(USARP: United States Antarctic Research Program)およびアメリカ合衆国南極事業(USAS: United States Antarctic Service)。
組織の目的は以下の通りである。
……南極とそれに関連する生態系を理解すること。気候などの地球規模のプロセスへの地域の影響とその反応を理解すること。 南極の独自の機能をそれ以外の場所では行えない科学的研究に使うこと。

## プログラムと事業

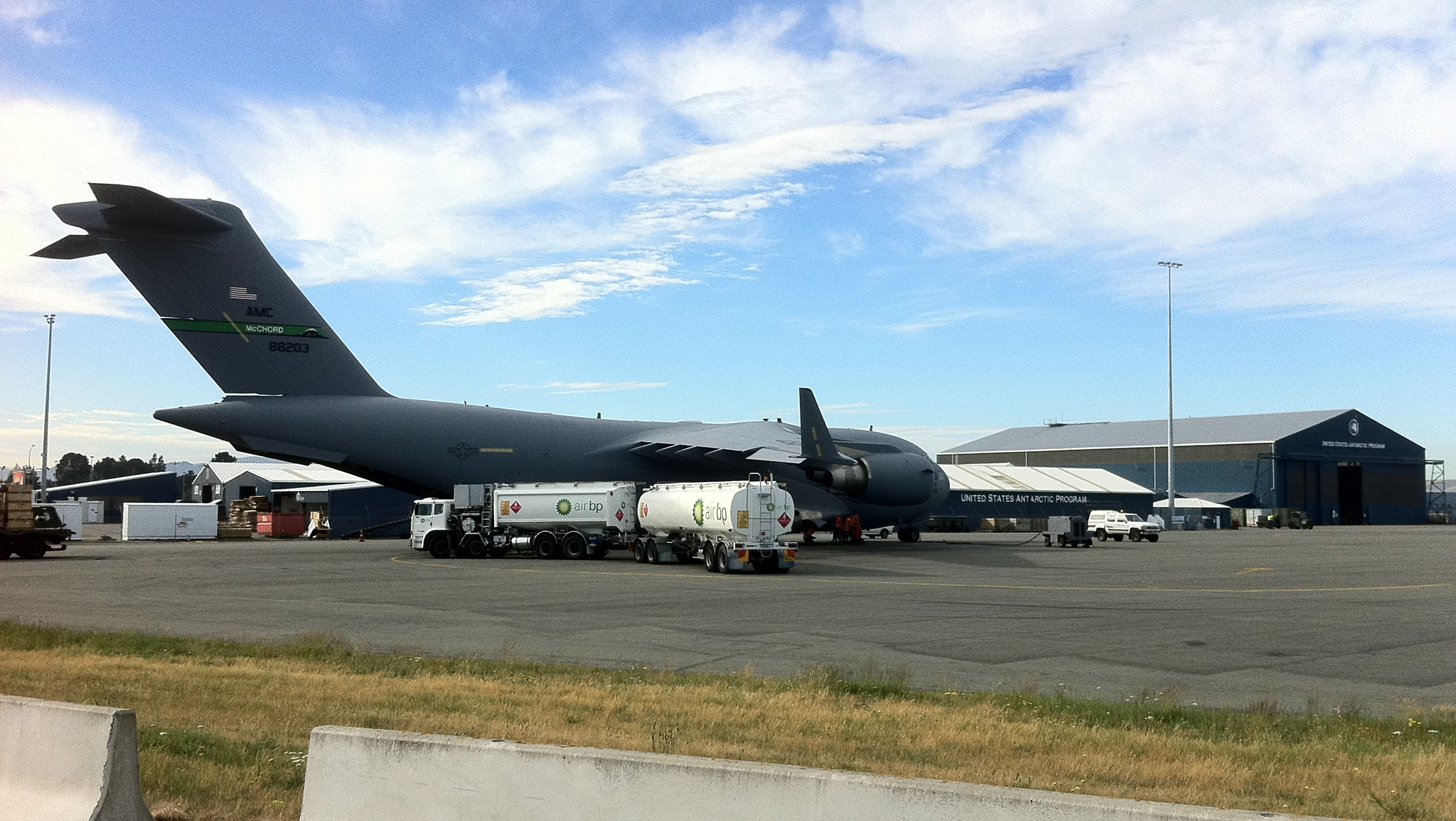
南極プログラムに対応中のC-17（クライストチャーチ国際空港にて）

USAPは、アメリカ国立科学財団極地プログラム室からの資金供給を受け、南極でしか行うことのできない、または、南極で行うのが最も良いとされた研究を支援している。USAPに含まれる科学分野は、天文学、大気科学、生物学、地球科学、環境科学、地質学、雪氷学、海洋生物学、海洋学、地球物理学である。
現在、USAPは南極大陸に、マクマード基地、アムンゼン・スコット基地、パーマー基地の3つの年間を通して使用可能な研究機関を保有している。さらに、USAPは夏季の研究キャンプと、南極の海域で航行する研究船を運営している。
2008年度のプログラムの財政予算は2億3500万ドル、2012年度は3億5000万ドルだった。